# Edifici central Guasch Hermanos i tanca
L'Edifici central Guasch Hermanos i tanca és una obra de Capellades (Anoia) protegida com a Bé Cultural d'Interès Local.

## Descripció
Edifici industrial de dos cossos i torre simbòlica.
És un conjunt format per estructures rectangulars calades de finestretes enreixades i el sostre terrassat.
D'aquest conjunt destaca una torre ampla de base quadrangular.
Tot el conjunt esta envoltat per un mur també de maó revestit i acabat amb forjat acabat amb forjats.

## Història
La família Guasch introduí els telers manuals de cotó des del 1859 i el 1899 els mecànics. L'any 1913 ja treballaven amb telers electrificats.
La indústria amplià la seva activitat a la filatura i al tint. Ara donen feina a uns tres-cents treballadors.